# Zudaire
Zudaire är en ort i Spanien.   Den ligger i provinsen Provincia de Navarra och regionen Navarra, i den nordöstra delen av landet, 290 km nordost om huvudstaden Madrid. Zudaire ligger 569 meter över havet och antalet invånare är 820.
Terrängen runt Zudaire är huvudsakligen kuperad, men åt nordväst är den platt. Zudaire ligger nere i en dal. Runt Zudaire är det glesbefolkat, med 18 invånare per kvadratkilometer. Närmaste större samhälle är Estella-Lizarra, 13,9 km sydost om Zudaire. I omgivningarna runt Zudaire växer i huvudsak blandskog.